# Dźwięczenie
Dźwięczenie (ang. clanging, inaczej clang associations) – objaw psychopatologiczny, należący do zaburzeń myślenia, polegający na wypowiadaniu serii słów, neologizmów lub głosek, które łączą się podobieństwem rymu lub rytmu (np.: "domu, atomu, włomu, sromu, tomu..."). W dźwięczeniu prawidłowy porządek myśli decydujący o ich produktywności, celowości i komunikatywności zostaje zastąpiony skojarzeniami opierającymi się wyłącznie lub głównie na podobieństwie brzmienia poszczególnych słów. Dźwięczenie wiąże się często ze znacznym przyśpieszeniem toku myślenia występującym w stanach maniakalnych, niekiedy w stanach majaczeniowych i psychozach schizofrenicznych.